# World Footy News
Le World Footy News est un site web australien d'informations sportives créé en 2004 et décliné dans plusieurs pays dans le monde. World Footy News est spécialisé dans le football australien.

## Historique
World Footy News est fondée en 2004 par deux Australiens Brett Northey et Aaron Richard. L'objectif au départ des deux fondateurs est de favoriser la prise de conscience du football australien dans le monde entier et pour faciliter la communication entre les clubs, les ligues et les personnes jouant et en soutenant ce sport. Leur but n'est pas de couvrir principalement l'actualités du football australien en Australie, car il existe de nombreux sites Internet et autres médias dédiés à cela.

## Fonctionnement

### Contenu
Les articles sont modérés avant d'être publiés. Chaque utilisateur peut contacter un rédacteur responsable d'une ou plusieurs zones géographiques.

### Financement
World Footy News comprend une publicité minime pour couvrir les coûts de fonctionnement. Tous les profits sont dirigés vers l'amélioration de la couverture du site et un fonds de développement pour les jeunes joueurs.

## Identité visuelle (logotype)

2004-2010
2010